# Borgarfjarðarbrú
El Borgarfjarðarbrú es el segundo puente más largo de Islandia, después de Skeiðarárbrú. Cruza Borgarfjörður, vinculando Borgarnes a la Ruta 1 (la carretera de circunvalación) y conectando la ciudad con otras partes de Islandia. Se extiende por 520 metros y fue inaugurado el 13 de septiembre de 1981.
Las reparaciones en el puente comenzaron el 16 de agosto de 2012, dejando sólo un carril abierto, y el control del tráfico se realiza mediante semáforos.